# Hugo Obermaier
Hugo Obermaier (Ratisbona, Alemanha, 29 de Janeiro de 1877 — Friburgo, Suíça, 12 de Novembro de 1946) foi um paleontólogo alemão. 

## Juventude e anos acadêmicos
Filho do Inspetor de escolas real, Anton Obermaier, é ordenado como sacerdote leigo em 1900. De 1901 a 1904 estuda arqueologia pré-histórica, geografia, geologia, paleontologia, etnologia, filologia alemã e anatomia humana em Viena; conseguindo o PhD. com uma tese sobre "O habitat do homem durante a Idade do gelo na Europa Central"("Die Verbreitung des Menschen während des Eiszeitalters in Mitteleuropa").
Em 1908 Henri Breuil e Obermaier chegam a Espanha, onde visitam várias cavernas. Seu trabalho mais importante nesse momento é a escavação da caverna de El Castillo em Cantábria. Este sítio arqueológico, descoberto por Hermilio Alcalde del Río em 1903, foi objeto da primeira missão do Institut de Paléontologie Humaine de Paris, fundado pelo Príncipe Alberto I de Mônaco. A caverna de El Castillo foi escavada de 1910 a 1914, quando o começo da Primeira Guerra Mundial obrigou a suspender os trabalhos. Sua estratigrafia é uma das importantes do paleolítico europeu, com materiais do Musteriense Antigo, Aurignaciano, Gravettense, Solutreano, Magdaleniano e Aziliense.

## Na Espanha
Em 1914 após as escavações da caverna de El Castillo, o começo da Primeira Guerra Mundial impossibilita-lhe o regresso a Paris, já que pela sua condição de cidadão alemão é-lhe impedido continuar desenvolvendo o seu trabalho investigador no IPH, sob a acusação do seu diretor, o arqueólogo francês M. Boule. Por isso permanece na Espanha estudando a arte pré-histórica franco-cantábrica das cavernas de Cantábria e das Astúrias. 
Começaria a etapa espanhola de Obermaier, ao ser acolhido por Ricardo Duque de Estrada, Conde da Vega do Sella no seu palácio em Llanes, e integra-o na Comissão de Investigações Paleontológicas e Pré-históricas; transladar-se-ia a Madrid, ao Museu de Ciências Naturais. Em 1916 publica em Madrid "El Hombre Fósil" ("O Homem Fóssil"), e em 1918 nacionaliza-se espanhol. Em 1922 é criada para ele a cátedra de "História Primitiva do Homem" na Universidade Central de Madrid, e é nomeado membro da Academia da História. 
Em 1936 estando em Oslo representando a Espanha no Congresso Internacional de Arqueologia Histórica e Proto-história, tem notícia da situação da Guerra Civil Espanhola, pelo qual decide não voltar para Madrid. 
Em 1939 declinou o convite para ocupar novamente a sua cátedra ao ficar a saber que estava a ser reclamada por um dos seus estudantes mais avantajados, o arqueólogo e falangista Julio Martínez Santaolalla.

## Últimos anos
Aceitou então, alegando razões de saúde uma cátedra na universidade de Friburgo, e ficaria em Suíça, a que será a sua residência definitiva (devido ao começo da II Guerra Mundial) onde permanece até a sua morte em 1946. 
A 23 de Junho de 1951 é fundada na Universidade de Ratisbona a "Sociedade Hugo Obermaier para o estudo da Idade do Gelo e as suas culturas", a qual mantém nos nossos dias as suas atividades.

## Publicações
(Ordenadas  cronologicamente)
- (com Franz Xaver Kießling) 'Das Plateaulehm-Paläolithikum des nordöstlichen Waldviertels von Niederösterreich' Mitteilungen der Anthropologischen Gesellschaft in Wien 41, 1911, p. 51ff.
- Der Mensch der Vorzeit. (Allgemeine Verlags-GmbH Berlin, München & Wien) (1912 ?).
- (com Henri Breuil & H. Alcalde Del Río) La Pasiega à Puente Viesgo, Ed. A. Chêne (Mónaco, 1913).
- (com Leo Frobenius) Hadschra Maktuba. Urzeitliche Felsbilder Kleinafrikas. Parte I (de 6). (Kurt Wolff Pantheon-Verlag für Kunstwissenschaft Florenz, Pantheon und München, 1925).
- (com Carl Walter Heiss) Iberische Prunk-Keramik vom Elche-Archena-Typus. (1929)
- (com Herbert Kühn), Buschmannkunst. Felsmalereien aus Südafrika. Editado das pesquisas de Reinhard Maak. (Kurt Wolff Pantheon-Verlag für Kunstwissenschaft Florenz, Pantheon und München, 1930).
- (com Joseph Bernhart) Sinn der Geschichte. Eine Geschichtstheologie. (Herder, Freiburg i. Br. 1931).
- (com Henri Breuil) The Cave of Altamira at Santillana del Mar, Spain (Madrid, 1935).
- OBERMAIER, H (1985). El Hombre fosil. Colegio Universitario de Ediciones Istmo, Madrid. [S.l.: s.n.] ISBN 84-7090-151-6